# Szejk
Szejk (arab. ‏شيخ‎, szajch – dosłownie starzec, naczelnik) – termin wieloznaczny:
- arabski władca plemienia lub terytorium[1];
- duchowny islamski wyższej rangi[2];
- w krajach arabskich określenie starszej, szanowanej osoby[3]